# Пейзе
Пейзе (нід. Peize) — село в нідерландській провінції Дренте. Входить до муніципалітету Норденвелд.
Його площа становить 3,16 км², а населення станом на 2021 рік складало 4 405 осіб.
До 1998 року мало статус окремого муніципалітету.

## Визначні уродженці
- Йост Віннінк (нар. 1971) — нідерландський тенісист[3].